# 黑點棘鱗魚
黑點棘鱗魚為輻鰭魚綱金眼鯛目金鱗魚亞目金鱗魚科的其中一種，分布於印度太平洋區，從紅海、東非至薩摩亞群島，北從日本南部，南至澳洲大堡礁海域，棲息深度5-90公尺，體長可達25公分，棲息在礁石區，脊柱前鰓蓋骨有毒。